# Charles Laval
Charles Laval, född 17 mars 1862 i Paris, död 27 april 1894 i Paris, var en fransk målare. Han var i huvudsak verksam inom syntetismen.